# Grigori Tarasevitsj
Grigori Arkadjevitsj Tarasevitsj (Russisch: Григорий Аркадьевич Тарасевич) (Omsk, 1 augustus 1995) is een Russisch zwemmer die is gespecialiseerd in de rugslag.

## Biografie
In 2013 behaalde Tarasevitsj 3 gouden medailles op de Europese kampioenschappen zwemmen jeugd 2013 in Poznan. Hij was de snelste op zowel de 50 meter als de 100 meter rugslag. Daarnaast zwom hij met Rusland ook naar goud op de 4x100 meter wisselslag. Op de Wereldkampioenschappen zwemmen jeugd 2013 was Tarasevitsj de beste in de finale van de 50 meter rugslag. Op de 100 meter rugslag behaalde hij de bronzen medaille.  
Op de Wereldkampioenschappen zwemmen 2015 eindigde Tarasevitsj 11e tijdens de 100 meter rugslag, 15e tijdens de 200 meter rugslag en 16e tijdens de 50 meter rugslag. Op de Europese kampioenschappen zwemmen 2016 in Londen won Tarasevitsj de zilveren medaille tijdens de 100 meter rugslag, achter de Fransman Camille Lacourt. In de finale van de 50 meter rugslag behaalde hij de bronzen medaille.

## Internationale toernooien
| Jaar | Olympische Spelen  | WK langebaan                                                                                               | WK kortebaan       | EK langebaan                                 | EK kortebaan  |
| ---- | ------------------ | --- | ------------------ | -------------------------------------------- | ------------- |
| 2015 |                    | 16e 50m rugslag 11e 100m rugslag 15e 200m rugslag 5e 4x100m wisselslag Tarasevitsj zwom enkel in de series |                    |                                              | geen deelname |
| 2016 | 5-21 augustus 2016 | | 7-11 december 2016 | 50m rugslag · 100m rugslag · 6e 200m rugslag |               |

## Persoonlijke records
Bijgewerkt tot en met 6 juni 2016
Kortebaan
| Afstand      | Tijd    | Datum            | Plaats |
| ------------ | ------- | ---------------- | ------ |
| 50m rugslag  | 24,99   | 20 december 2012 | Kazan  |
| 100m rugslag | 54,13   | 22 december 2012 | Kazan  |
| 200m rugslag | 1.57,01 | 21 december 2012 | Kazan  |

Langebaan
| Afstand      | Tijd    | Datum         | Plaats |
| ------------ | ------- | ------------- | ------ |
| 50m rugslag  | 24,70   | 16 april 2016 | Moskou |
| 100m rugslag | 53,03   | 17 april 2016 | Moskou |
| 200m rugslag | 1.57,63 | 20 april 2016 | Moskou |